# Albrecht Martin
Albrecht Martin (* 9. Juli 1927 in Bad Kreuznach; † 14. Juli 2014 ebenda) war ein deutscher Pädagoge und Politiker der CDU in Rheinland-Pfalz.

## Leben und Beruf
Nach dem Besuch der Oberrealschule und des Gymnasiums in Bad Kreuznach wurde Martin zur Wehrmacht eingezogen und nahm als Soldat am Zweiten Weltkrieg teil. Er legte 1946 das Abitur ab und nahm anschließend ein Studium der Theologie, Geschichte und Germanistik an der Universität Mainz auf, das er 1954 mit dem zweiten Staatsexamen für das Lehramt beendete. Anschließend trat er in den Schuldienst ein, arbeitete als Lehrer an verschiedenen Gymnasien und wurde zuletzt zum Studiendirektor befördert. Von 1960 bis 1972 fungierte er als Lehrbeauftragter für Studien- und Berufsfragen der Facultastheologen an der Universität Mainz. Am 11. Dezember 2009 fand in Bad Kreuznach ein Albrecht-Martin-Symposium statt, bei dem u. a. auch Roman Herzog, Wolfgang Reeder und Julia Klöckner zu Gast waren.

## Partei
Martin schloss sich der CDU an und war von 1982 bis 1988 stellvertretender Landesvorsitzender der rheinland-pfälzischen Christdemokraten. Von 1984 bis 1990 war er Bundesvorsitzender des Evangelischen Arbeitskreises der CDU/CSU.

## Abgeordneter
Martin war von 1956 bis 1963 Ratsmitglied der Stadt Oppenheim und von 1964 bis 1986 Ratsmitglied der Stadt Bad Kreuznach. Dem Rheinland-Pfälzischen Landtag gehörte er von 1967 bis 1991 an. Vom 16. Mai 1974 bis zum 21. Mai 1985 amtierte er als Präsident des Landtages.

## Öffentliche Ämter
Martin wurde im Zuge einer Kabinettsumbildung am 23. Mai 1985 als Minister für Bundesangelegenheiten in die von Ministerpräsident Bernhard Vogel geführte Regierung des Landes Rheinland-Pfalz berufen und gehörte seit 1988 auch der von Ministerpräsident Carl-Ludwig Wagner geleiteten Folgeregierung an. Am 2. November 1989 schied er aus der Landesregierung aus.

## Ehrungen
- 1976: Großes Verdienstkreuz der Bundesrepublik Deutschland
- 1982: Großes Verdienstkreuz mit Stern und Schulterband der Bundesrepublik Deutschland
- 1985: Leibniz-Medaille der Akademie der Wissenschaften und der Literatur Mainz